# Paradoxostoma ensiforme
Paradoxostoma ensiforme är en kräftdjursart som beskrevs av Brady 1868. Paradoxostoma ensiforme ingår i släktet Paradoxostoma och familjen Paradoxostomatidae. Arten är reproducerande i Sverige. Inga underarter finns listade i Catalogue of Life.